# António Resende
António Resende (Porto, 6 de Fevereiro de 1873 - Porto, 12 de Março de 1962) foi um advogado e político republicano português.
Desde muito cedo lutou pela República, como uma vez mencionou, "Eu pela República faço tudo!".

## Biografia

### Família
Nasceu a 6 de fevereiro de 1873, no Porto, na Freguesia de Sto. Ildefonso. Era filho de João Turnes Rozendo (Resende) e de Luisa Emilia Pinhiero, e neto paterno: de Pedro Rozendo e de Manuela Turnes, ambos de origem espanhola, província galega de "La Coruña", e materno de: António José Pinheiro e de Teresa Emilia de Jesus, ambos portugueses, de Oliveira de Azemeis.
Casou no Porto, em 30 de novembro de 1901 com Angela de Barros Freire, nascida a 23 de maio de 1879, no Porto, a qual lhe deu quatro filhos varões. Os dois primeiros nascidos respectivamente em 1902 e 1903 morreram de tenra idade, e os outros, António e João, nasceram em 1904 e 19013.
O seu filho António Resende casou-se com Ondina Resende e tiveram duas filhas, Lúcia Ângela Freire Resende Araújo Moreira (n. 9 de abril de 1934, Porto) e Lia Freire Resende (n.1938). Lúcia Resende casou-se com o médico e professor Jaime Araújo Moreira.

### Formação académica
No ano lectivo de 1896/1897 inscreveu-se em Coimbra no curso de Direito, terminando o curso, de 5 anos, em 1901. Ai conheceu Afonso Costa e Bernardino Machado, dois grandes amigos pessoais.

### Iniciação política
Em 1890, por ocasião da formação da Liga Patriótica do Norte, aquando do Ultimatum inglês, foi encarregado pelos organizadores da Liga, no Porto, de levar, por mão própria, uma carta a Antero de Quental que, desiludido, se retirara havia muito da vida política ativa. Um ano depois, com cerca de 17 anos, esteve entre os populares que foram acorrendo espontaneamente para apoiarem a Revolução republicana de 31 de janeiro de 1891, no Porto. Iniciou então a sua carreira política no Partido Republicano Português, onde foi eleito membro substituto do Directório, no Congresso de 1924, realizado no Porto.

### A Primeira República
Para além de deputado foi ainda por duas vezes Governador Civil do Porto em 1919-1920 e em 1924-1925.
Foi um dos fundadores do Partido Republicano da Esquerda Democrática (PRED).. Em 1922 foi eleito deputado pelo círculo de Penafiel nas listas do Partido Republicano Português, partido de que seria irradiado (com outros deputados) em julho de 1925, na sequência de uma votação que levaria à queda do governo chefiado por António Maria da Silva. Amigo íntimo de José Domingues dos Santos, acompanha-o na inevitável cisão que se seguiu à irradiação dos deputados esquerdistas e que daria origem à chamada Esquerda Democrática.
Ao longo da vida António Resende relacionou-se, obviamente, com muitas personalidades da época, destacando-se: António José de Almeida, Basílio Teles, Alexandre Braga, Bernardino Machado, Afonso Costa, José Domingues dos Santos, António Luís Gomes, Magalhães Lima, Raul Proença, Sarmento Pimentel, Norton de Matos, Jaime Cortesão, António Sérgio e até de alguns monárquicos da época.

### Exílio
A seguir ao golpe de Estado de 28 de maio de 1926 esteve fortemente implicado na Revolução de 3 de fevereiro de 1927, que eclodiu, primeiro no Porto e, depois, em Lisboa, pelo que teve de se exilar em Espanha, França e depois no Brasil. Foi condenado à revelia pelo Tribunal Militar do Porto em março de 1927. Julgado à revelia no Tribunal Militar Especial do Porto em 1929, em julho desse ano seria absolvido da acusação de ter desempenhado um cargo da confiança dos revoltosos e de ter mandado içar a bandeira nacional no primeiro dia da revolta. Só pode regressar a Portugal em 1933, depois da amnistia decretada em dezembro de 1932. 

### Regresso a Portugal
Regressado a Portugal em 1933, passa a colaborar como jurista do Banco Borges & Irmão, situação que se prolonga até 1960. Sem nunca ter abandonado os seus ideais, participou em várias comemorações republicanas e em algumas sessões de propaganda da Oposição, sobretudo após 1945. Participou nas eleições presidenciais portuguesas de 1949, apoiando Norton de Matos e de 1958, apoiando o General Humberto Delgado.

## Cinema
Em 2011, Tiago Resende realizou "António Resende - Um Portuense Ilustre", uma curta-metragem documental (que pode ser vista no youtube), realizada para a cadeira de Documentário em 2011, do curso de Cinema e Audiovisual da ESAP, sobre a sua vida política, como cidadão portuense.